# Ochrocalama xanthia
Ochrocalama xanthia là một loài bướm đêm trong họ Noctuidae.